# Campionati svedesi di sci alpino 1983
Ai Campionati svedesi di sci alpino 1983 furono assegnati i titoli di discesa libera, slalom gigante e slalom speciale, sia maschili sia femminili.

## Risultati
| Specialità      | Uomini         | Donne             |
| --------------- | -------------- | ----------------- |
| Discesa libera  | Niklas Henning | Gabriella Hamberg |
| Slalom gigante  | Johan Wallner  | Inger Köhler      |
| Slalom speciale | Stig Strand    | Monica Äijä       |